# Piezodorus
Genre
Piezodorus est un genre d'insectes du sous-ordre des hétéroptères (punaises).

## Espèces rencontrées en Europe
- Piezodorus lituratus (Fabricius 1794)
- Piezodorus punctipes Puton 1889
- Piezodorus teretipes (Stål 1865)